# Samtgemeinde Nienstädt
De Samtgemeinde Nienstädt is een Samtgemeinde in de Duitse deelstaat Nedersaksen. Het is een samenwerkingsverband van vier kleinere gemeenten in het Landkreis Schaumburg. In Kirchhorsten, ten zuidoosten van het dorp Helpsen, staat het kleine gemeentehuis, waar zowel het bestuur van de Samtgemeinde Nienstädt als dat van de gemeente Helpsen is gevestigd. De gemeenten Helpsen, Hespe en Seggebruch worden samen ook wel Bergkrug genoemd.

## Deelnemende gemeenten
1. Helpsen incl.  Kirchhorsten en Südhorsten
2. Hespe incl. Hiddensen, Levesen en Stemmen
3. Nienstädt incl. Liekwegen, Meinefeld, Sülbeck en Wackerfeld
4. Seggebruch incl. Alt Seggebruch, Siedlung Baum, Brummershop, Deinsen, Neu Seggebruch, Schierneichen en Tallensen-Echtorf.

## Ligging en infrastructuur
De Samtgemeinde ligt in het overgangsgebied tussen de Noord-Duitse Laagvlakte en de middelgebergtes, met name het Wezerbergland.

### Buurgemeentes
- In het westen: Bückeburg
- In het zuiden: Obernkirchen
- In het oosten: Stadthagen
- In het noorden: Samtgemeinde Niedernwöhren

### Infrastructuur

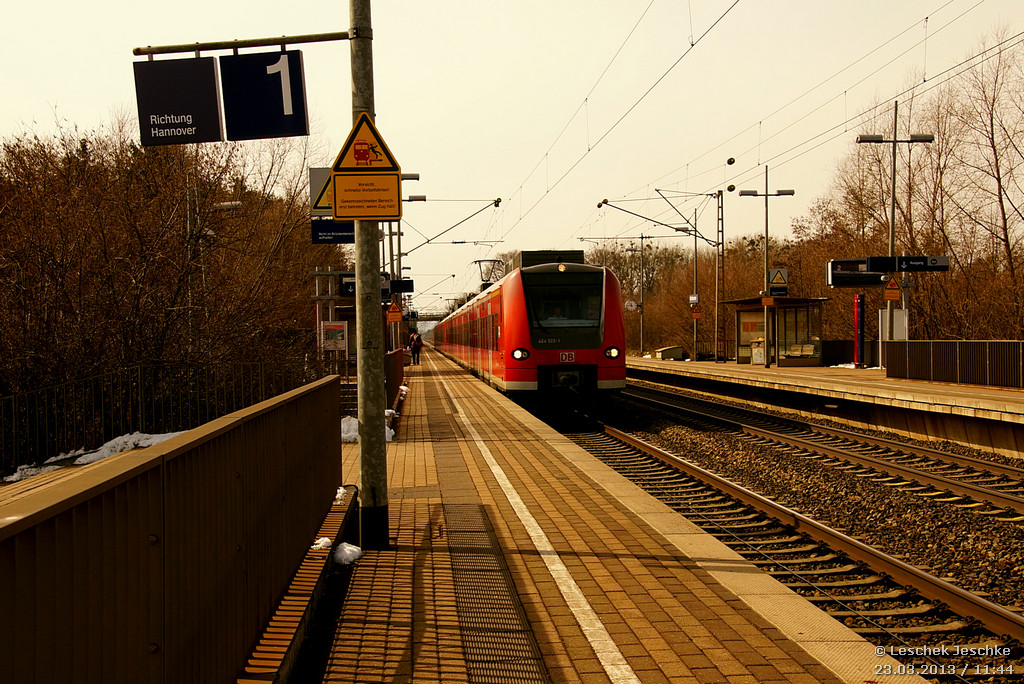
Station Kirchhorsten
Lijnennetkaart S-Bahn van Hannover (links, lichtpaars, lijn S1)

Door Nienstädt loopt, van noordoost (Stadthagen) naar zuidwest (Bückeburg), de hoofdverkeersweg B65. Bij afrit 35 Bad Eilsen, aan de Autobahn A2 is de dichtstbij gelegen aansluiting op het Duitse Autobahnennet.
Aan de spoorlijn Hannover - Hamm, ongeveer halverwege Stadthagen en Bückeburg, bevindt zich reeds sinds 1847 het kleine Station Kirchhorsten. Dit wordt 1 x per uur in beide richtingen bediend door treinen van lijn S1 van de S-Bahn van Hannover. Station Kirchhorsten is de enige stopplaats voor passagierstreinen in de gehele Samtgemeinde.
Aan de westgrens van de gemeente Hespe met Bückeburg loopt het Mittellandkanaal. Binnen de gemeente liggen aan dit kanaal geen binnenhavens of aanlegplaatsen voor vrachtschepen.

## Economie
Naast station Kirchhorsten staat, bij Helpsen, de fabriek Hautau (300 medewerkers), die modern, inbraakveilig raam- en deurbeslag maakt, alsmede afstandsbedieningen om ramen en deuren te openen en sluiten. Dit is een van de belangrijkste ondernemingen van de Samtgemeinde Nienstädt.
Aan de noordoostkant van Nienstädt en aan de B65 ligt een uitgestrekt bedrijventerrein. Hier is midden- en kleinbedrijf van vrijwel uitsluitend lokale en regionale betekenis gevestigd.
Voor het overige zijn de meeste inwoners van de Samtgemeinde woonforensen, die een werkkring in plaatsen in de omgeving hebben. De meeste dorpen zijn omringd door boerenland; de landbouw (hoofdzakelijk akkerbouw) is echter economisch van betrekkelijk weinig belang. Dit geldt ook voor het toerisme; natuurschoon en bezienswaardigheden zijn wel in aangrenzende gemeentes te vinden.

## Geschiedenis

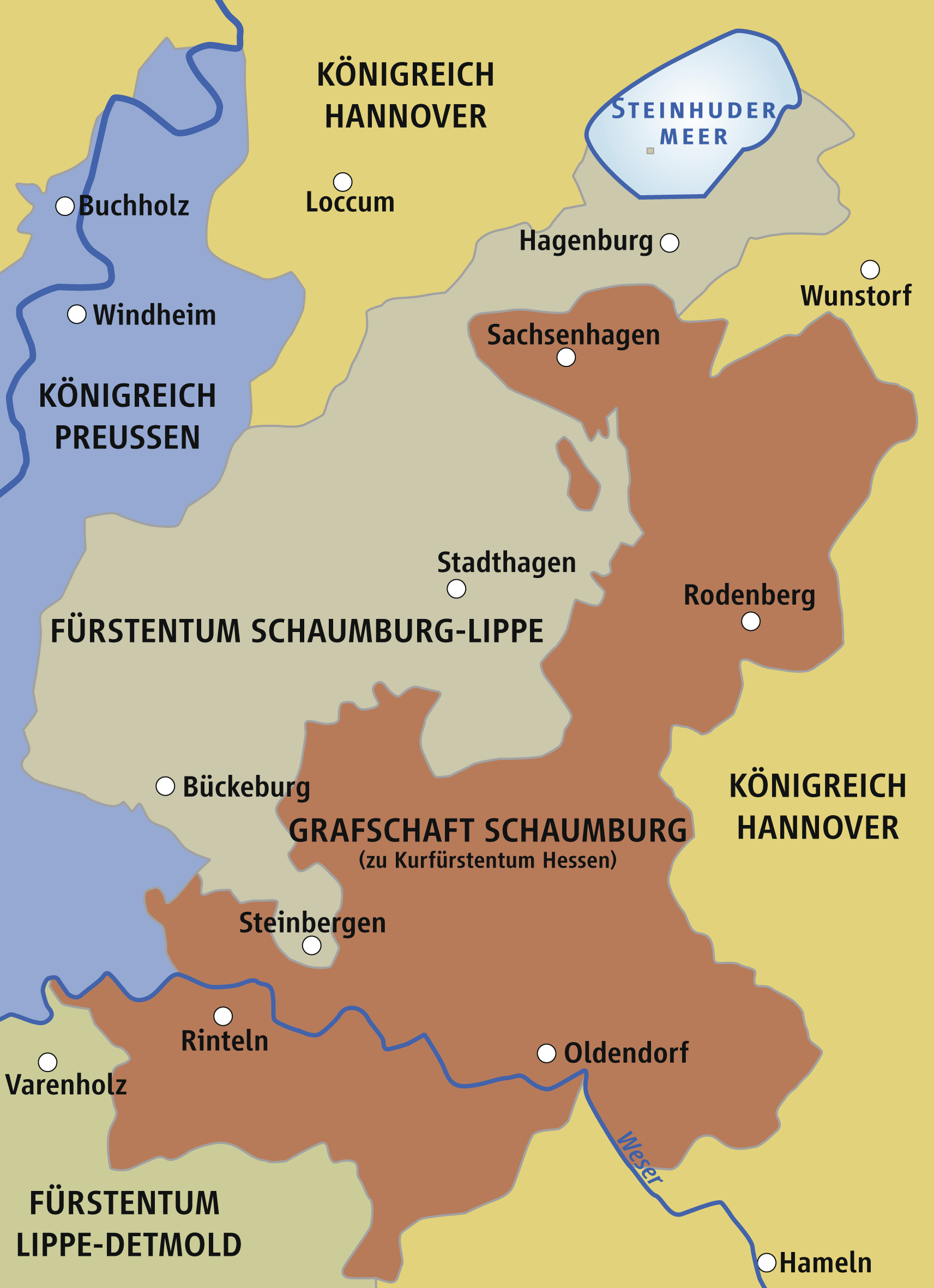
Verdeling in 1640 van het Graafschap Schaumburg

De meeste plaatsjes in de Samtgemeinde bestaan reeds sinds de middeleeuwen. In de 12e en 13e eeuw worden de dorpen genoemd in documenten, doorgaans over schenkingen door lokale edelen van boerderijen e.d. aan de Rooms-Katholieke Kerk. Sinds de Reformatie in de 16e eeuw is de meerderheid van de christenen in de gemeente evangelisch-luthers. Van de 16e t/m de 18e eeuw werd in mijnen bij Nienstädt en Sülfeld steenkool gedolven.
In 1640 vond een verdeling plaats van het Graafschap Schaumburg, waartoe dit gebied behoorde. Daarbij kwam Nienstädt aan het Hessische gedeelte, het Landgraafschap Hessen-Kassel. In 1847 verkreeg de gemeente aansluiting op het spoorwegnet, waarna zich kleine industriële en ambachtelijke bedrijven vestigden.
Zie ook de artikelen over de vier deelgemeentes. Via onderstaande link naar de website van de deelgemeente Nienstädt kan men een in 1967 geschreven boekje downloaden met gedetailleerde historische gegevens over deze plaats.

## Bezienswaardigheden

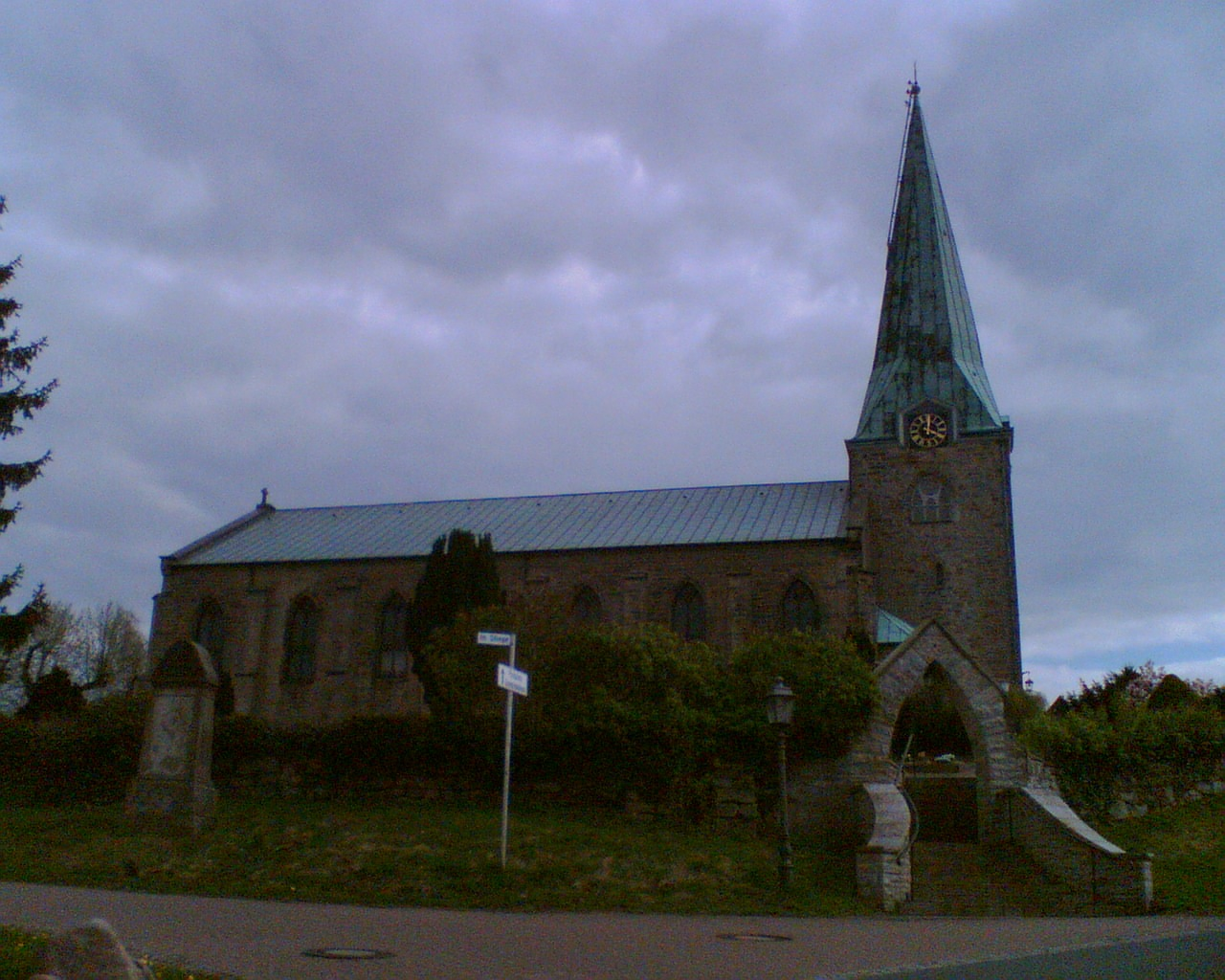
Kerk te Sülbeck (de toren werd gebouwd in de tweede helft van de 13e eeuw; de kerk dateert van 1860)

De gemeente kent slechts weinig gebouwen, die monumentaal of van historische betekenis zijn. 
Natuurschoon is met name te vinden in de aangrenzende gemeentes. Zie ook: Wezerbergland.